# 精進川
精進川（しょうじんがわ）は、北海道札幌市南区および豊平区を流れる石狩川水系豊平川支流の河川である。全長（長さ）13.2 km（キロメートル）のうち、北海道が管理する一級河川部分が下流側6.2 km、札幌市が管理する準用河川の部分が7.0 kmである。
「精進川〜ふるさとの川づくり〜（河畔公園区間）」として、2007年度土木学会デザイン賞（優秀賞）を受賞している。

## 流路
札幌市南区の定山渓ゴルフ場の近く、厚別川沿いの滝野すずらん丘陵公園から見て北西にある丘陵付近に源を発し、北に流れる。上流部では、西隣に稜線一つを隔てて並ぶ真駒内川と異なり、川沿いに人家は多くない。中流部の右岸が澄川地区、左岸が真駒内地区である。北海道道82号西野真駒内清田線と交わるあたりから、両岸は平地となり市街地に入る。自衛隊前駅の下を潜り、南区澄川1条4丁目で左岸に精進川放水路を分ける。放水路は西に向かい、ミュンヘン大橋の南で豊平川右岸に注ぐ。精進川本流の方はさらに北に流れて豊平区に入り、右岸が豊平区平岸地区、左岸が豊平区中の島地区となる。下流部では精進河畔公園、豊中公園など川沿いの公園を流れ、幌平橋の北で豊平川の右岸に合流する。
公園周辺ほか沿川には樹木が多く、段丘崖が接する斜面にはわずかながら自然林も残されている。下流域は冬になると付近の住民による雪捨て場となるが、水量が少ないこともあり雪は流されず川は埋もれてしまう。

## 歴史

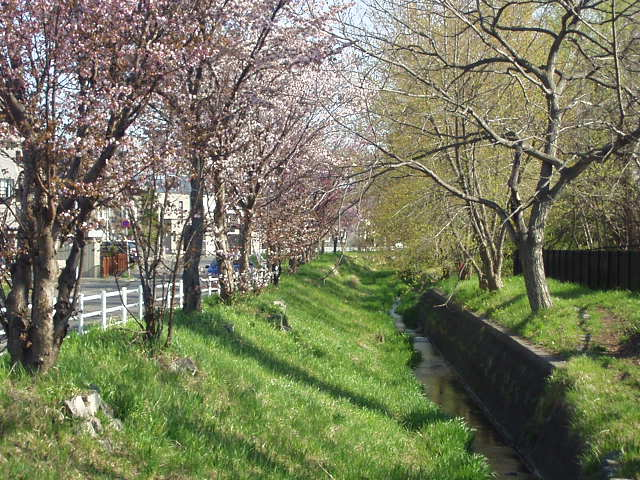
春。桜の花（2004年5月）

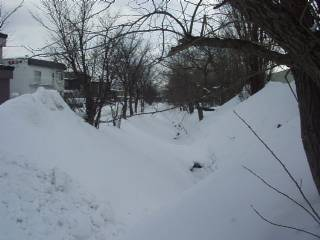
冬。雪に埋もれる（2004年2月）

精進川沿いには、縄文時代・擦文時代の遺跡（M79遺跡, M81遺跡）があり、古くから先住民が居住していた。1891年（明治24年）刊行の永田方正著『北海道蝦夷語地名解』に見える地名「オソウシ」が、今の精進川にあたると推測されている。アイヌ語地名の研究者山田秀三によれば、“オソウシ”はアイヌ語の「オ・ソ・ウㇱ（川尻に滝がある）」であり、精進川が崖から滝となって豊平川分流に流れ込むさまを表したものという。また付近の地名「平岸」はアイヌ語の「ピラ・ケㇱ（崖の端）」に由来し、精進川が穿った急峻な崖の終わりを指しているという。
流域への和人の入植は1871年（明治4年）が初めで、岩手県水沢の出身者を中心とする60数戸が現在の平岸地区に入った。この平岸村の人々は、1873年（明治6年）に用水堀を作って精進川から水を村に引いた（後述「精進川用水堀（平岸用水）」項参照）。
明治・大正期以前の精進川は、現在の精進川放水路のあたりで豊平川の分流に流れ込んでおり、かつてはその分流と豊平川本流に囲まれた中洲が“中の島”地区と呼ばれていた。また中流右岸の澄川地区は、この川にちなんで「精進川」と呼称されていた。“澄川”は精進川を雅称したもので、1944年（昭和19年）にこの地名に改称された。
昭和初期、豊平側右岸の築堤工事により、豊平川からの分流は遮断され、分流の流路はそのまま精進川の下流部となった。今の放水路（精進川放水路）は、洪水防止のため精進川から直に豊平川へと水を流し込むべく、1966年から1971年にかけて造られた。そのため現在の“中の島”は、放水路と精進川と豊平川で区切られた地区となっている。その後1976年（昭和51年）までの工事により、下流は川床と岸の三面をコンクリート護岸で覆われた。また、この時期は生活排水などで川の汚れが進んだ。
水質は20世紀末に改善された。北海道は、多自然型川づくりの初期の対象に精進川を選び、1992年（平成4年）から「精進川 ふるさとの川事業」として再改修を実施した。随所でコンクリート護岸が取り外されて川の景観は一新し、住宅地のただなかで自然に親しめる場所になっている。なお、この事業計画の柱には残されていた河畔林の保全があったが、計画当事者の北海道自身が1996年3月に河畔林の一部をマンション開発業者に売却したため問題となった。住民の反対を受け札幌市議会が買い戻しを要請したが、道は一か月で交渉を断念し、そのままマンションが建設された。
「精進川〜ふるさとの川づくり〜（河畔公園区間）」は、2007年度土木学会デザイン賞で優秀賞を受賞した。

## 支流
- 真駒内用水（支流） - 真駒内川から取水し、精進川に注ぐ約4キロメートルの水路。1879年（明治12年）に真駒内牧牛場のために開削された用水路だが、現在は用水としての役割はなく景観上の意義から残されている。
- 精進川放水路（分流） - 精進川から豊平川への排水のために作られた約600メートルの水路[32]。澄川地区で洪水が起きたため、市街化した平岸・中の島地区の洪水防止のために作られ、1971年（昭和46年）に完成した[要出典]。地図には「放水路」とは記されておらず、精進川と呼ばれることが多い。

## 橋梁

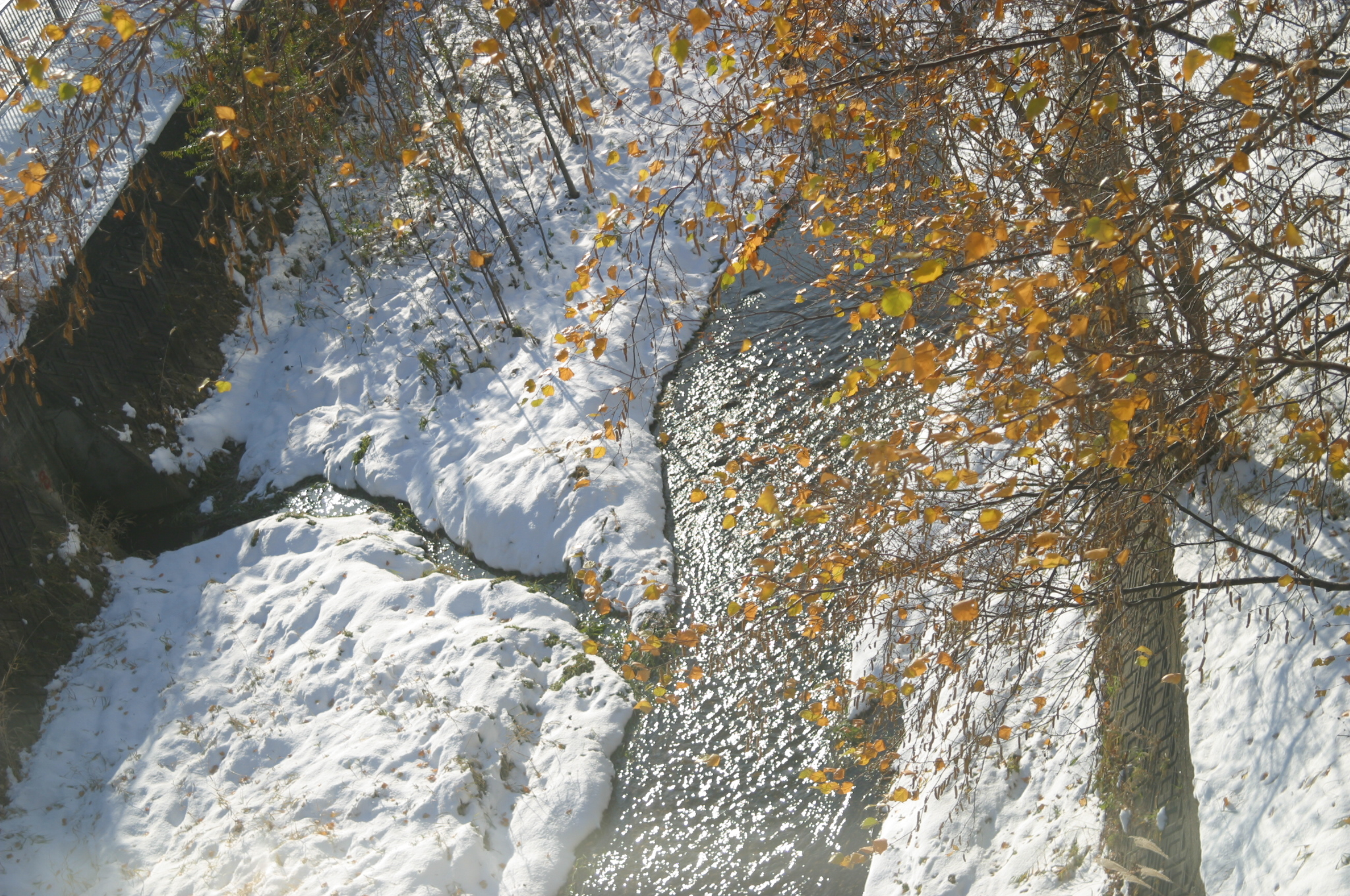
自衛隊前駅の下を流れる精進川（2008年11月）

丸カッコ内および斜体は正式名称ではなく、仮に名づけたもの。
- （橋）
- （橋）
- （橋）
- 駒岡2号橋 - 市道真駒内滝野線
- 駒岡5号橋
- 精進川3号橋
- 精進川2号橋
- アカゲラ橋
- 精進川管理橋
- 二谷橋
- 駒岡1号橋
- （橋）
- 駒岡3号橋
- 駒岡6号橋
- 駒岡橋
- 駒岡4号橋
- （橋）
- 保安林橋
- 澄川橋 - 北海道道82号西野真駒内清田線（五輪通）
- 3号橋
- （橋）
- 壱号橋
- 札幌市営地下鉄南北線自衛隊前駅
- 慈恵橋 - 平岸通
- 澄川橋 - 福住桑園通
- （橋）
- 精進橋 - 国道453号
- 公園内の橋1
- りんご橋
- 公園内の橋4
- （橋） - 白石藻岩通
- （橋） - 白石藻岩通から環状通の間に数本（対岸の住宅用）
- （橋） - 環状通
- （橋） - 白石中の島通
- （橋） - 中の島通
- （橋） - 国立研究開発法人土木研究所寒地土木研究所敷地内の歩行者用の橋
- （橋） - 同上
- （橋） - 同上
- （橋） - 同上
- 豊平川右岸堤防 - 豊平川通
- 精進川樋門橋 - 豊平川サイクリング園路の自転車用、歩行者用の橋

精進川放水路の橋
- 中条橋
- 豊進橋 - 国道453号
- 新精進橋 - 豊平川通
- 精進川管理橋 - 豊平川サイクリング園路の自転車用、歩行者用の橋

## 河川施設

### 精進川用水堀（平岸用水）
精進川用水堀（しょうじんがわようすいぼり）は、精進川から取水し豊平川まで続いていた長さ約5.3キロメートルの用水路である。平岸用水、平岸堀割とも呼ばれる。平岸街道（現在の平岸通）沿いに入植した平岸村住民が、水を得るため1873年（明治6年）に開削した用水路である。精進川から取水する用水の始まりは現在のあじさい公園（澄川2条5丁目）で、そこから緩く蛇行しながら天神山の西まで北に流れ、山の麓を西から北に回りこんで平岸街道にぶつかり、以後は平岸街道とともにまっすぐ北流し、豊平橋付近で左に曲がって豊平川の右岸に合流していた。
1894年（明治27年）に豊平村・平岸村・白石村・上白石村の農家有志によって豊平外三ヵ村聯合用水組合（とよひらほかさんかそんれんごうようすいくみあい）が設立されると、平岸用水は精進川および精進川に注ぐ真駒内用水の水を四村に配水する四箇村連合用水路の幹線として大幅に拡張され、用水路網の総延長は30キロメートル以上となって一帯の水田開発と灌漑を第二次世界大戦後に至るまで支え続けた。しかし、戦後の急速な経済成長の中で地域の市街地化が進み水田が減少すると農業用水の必要性は失われ、1961年（昭和36年）に連合用水組合は解散し、平岸用水（精進川用水堀）を中核とする連合用水路網は平岸通その他の道路拡幅のため埋め立てられて地表から消滅した。現在は、精進川（自衛隊前駅）から天神山までの用水路跡は自転車道（澄川1号用水路自転車道路）・遊歩道として整備されており、札幌市立澄川西小学校の通学路として使われている。澄川西小学校の通学路では、用水堀の跡が確認できる。この残っている用水堀は、大雨が降った際の排水路として今も利用されている。

## 周辺施設
- 札幌市立澄川西小学校 - 精進川放水路の分岐点の少し上流側にある。小学校の西北に隣接するあじさい公園から精進川用水堀が始まる。あじさい公園は、2004年（平成16年）台風18号の被害に遭い、全国ニュースで報道された[要出典]。
- 札幌市立中の島小学校 - 豊平川への合流部近くにある。小学校の南側に隣接する公園が豊中公園である。

## 自然景勝地

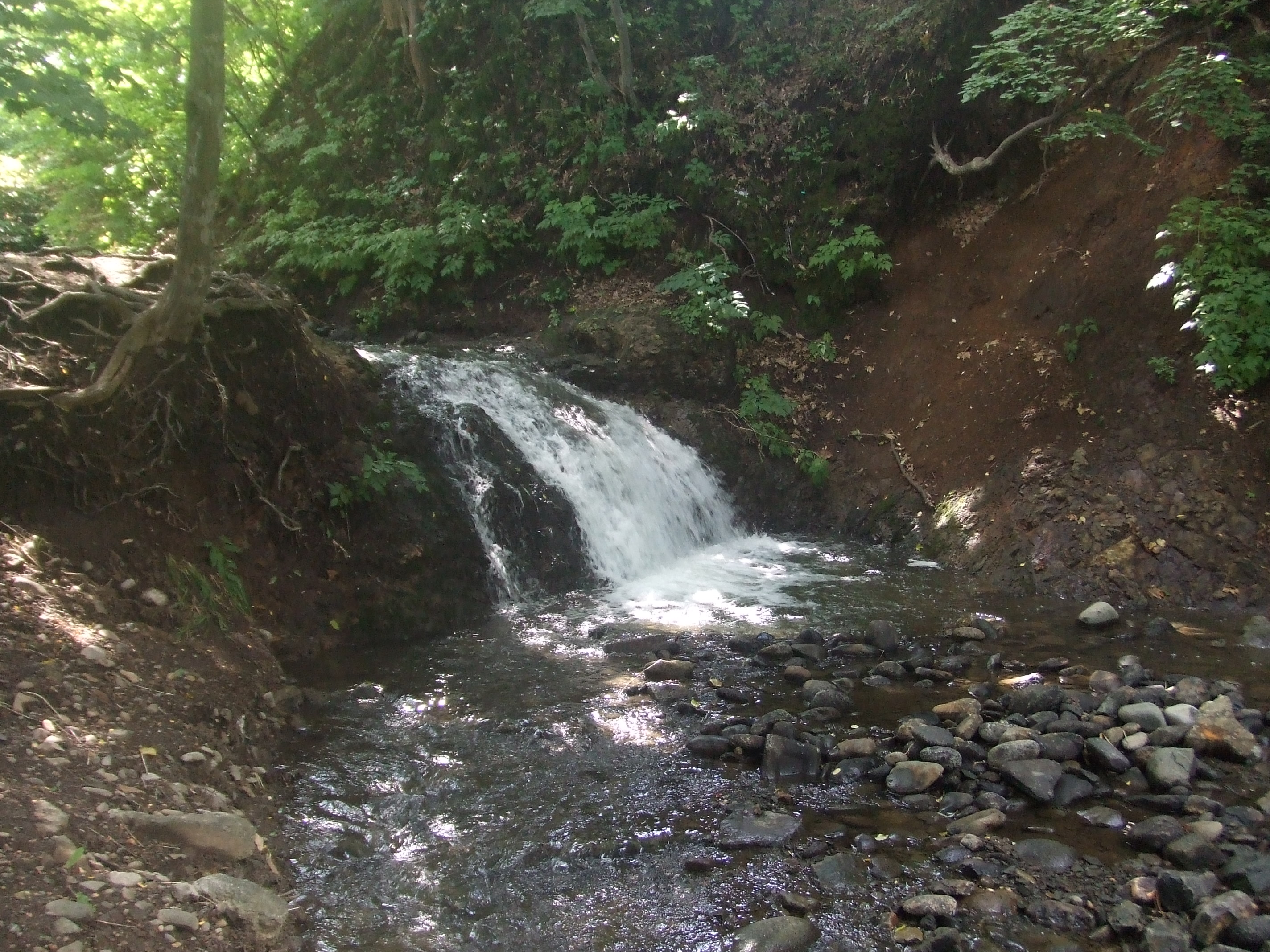
精進川の滝（2010年8月）

精進川にはいくつかの滝がある。代表的な滝は、国道453号をくぐった先の精進河畔公園内にある落差2メートルほどの滝で、付近の住民は「精進川の滝（精進の滝）」と呼び、「川尻の滝」とも俗称される。また天神山児童会館付近にも、とても小さな滝がある。この滝は、川の中ほどまで行かないと見ることができない。